# 恒松祐里
恒松 祐里（つねまつ ゆり、1998年10月9日 - ）は、日本の女優。東京都出身。アミューズ所属。

## 略歴
幼稚園児の頃、照れ屋な性格を心配した両親がアミューズとパルコのオーディションを受けさせ合格。
2005年のテレビドラマ『瑠璃の島』で子役としてデビュー。
2009年の『キラー・ヴァージンロード』で映画初出演。2015年、連続テレビ小説『まれ』の第4週で朝ドラ初出演。同年10月期ドラマ『5→9〜私に恋したお坊さん〜』では、元々は里中由希役のオーディションに挑んだが、主人公の妹の桜庭寧々役で合格し、月9ドラマ初出演。
2016年、大河ドラマ『真田丸』では第37回より出演し、時代劇初挑戦とともに大河ドラマに初出演。同年6月7日配信されたドラマ『&美少女 NEXT GIRL meets Tokyo』の第9話で主演を務め、テレビドラマ初主演。
2017年4月より不定期の出演にはなるが、『めざましテレビ』のイマドキコーナーでイマドキガールを務めた。
2019年、舞台『ドン・ジュアン』で舞台初出演。
2020年1月期のドラマ『100文字アイデアをドラマにした!』の第5話・第6話の主演を務め、地上波ドラマ初主演を果たす。同年には2019年6月28日に公開された映画『凪待ち』の演技でおおさかシネマフェスティバル2020新人女優賞を受賞。
2021年、Netflixオリジナルドラマ『全裸監督』シーズン2のヒロイン役でヌードとなる体当たりの演技を見せ注目を集めた。同年上半期には連続テレビ小説『おかえりモネ』において主人公の同級生で親友の役を演じ、2015年に出演した『まれ』以来6年ぶりに朝ドラに出演した。同年7月10日、ファースト写真集『月刊 恒松祐里 優』を発売した。
2022年6月3日に公開された映画『きさらぎ駅』で映画初主演。

## 人物
- オーディションは7歳の頃から受け続けており、10年間で約240回受けたという[7]。
- 目標とする女優は事務所の先輩にあたる上野樹里[15]。
- 2013年、『FNS27時間テレビ』内で明石家さんまが好きな女性を選ぶ企画「ラブメイト10」で当時14歳だった恒松を第6位に選んだことで話題となった[4][16]。
- 篠山紀信からも高い評価を受けている[17]。

## 出演

### テレビドラマ
- 瑠璃の島 第3話・第6話（2005年4月30日・5月21日、日本テレビ） - いずみ（6才） 役
- フキデモノと妹（2008年3月1日、テレビ朝日） - 成田真美 役
- 未来遊園地II〜馬泥棒とメリーゴーラウンド〜（2008年、テレビ朝日） - 三浦真由（少女期） 役
- 空飛ぶタイヤ 第1話・第3話（2009年3月29日・4月12日、WOWOW） - 片山美香 役
- ハガネの女（2010年5月21日 - 7月2日、テレビ朝日） - 高田百合 役
  - ハガネの女 season2 第1話・第2・最終話（2011年4月21日・28日・6月16日）
- ビットワールド（2013年 - 2015年、NHK Eテレ） - Qちゃん / キャンディマカロン 役
- 家族ゲーム 第9話（2013年6月12日、フジテレビ） - 水上沙良（中学時代） 役
- 連続テレビ小説（NHK総合）
  - まれ（2015年4月20日 - 4月22日） - 桶作友美 役
  - おかえりモネ 第12回 - 第120回（2021年6月1日 - 10月29日） - 野村明日美 役[12][18][19]
- ドS刑事 第6話（2015年5月16日、日本テレビ） - 河東めぐみ 役
- 5→9〜私に恋したお坊さん〜（2015年10月12日 - 12月14日、フジテレビ） - 桜庭寧々 役[20]
- コウノドリ 第7話（2015年11月27日、TBS） - 小松留美子（回想）[注 1] 役
- フラジャイル 第8話（2016年3月2日、フジテレビ） - 出羽カナ 役[21]
- ほんとにあった怖い話（フジテレビ）
  - 夏の特別編2016 「誘う沼」（2016年8月20日） - 高松瞳 役[22]
  - 2021特別編「凶音の誘い」（2021年10月23日） - 伊藤麻美 役[23]
- 大河ドラマ 真田丸（2016年9月18日 - 12月18日、NHK総合） - すえ 役[8]
- FNS27時間テレビ にほんのれきし 平安ドラマ 「源氏さん！物語」（2017年9月9日、フジテレビ） - 夕顔 役[24]
- 「History Of Pops」〜歌とドラマでよみがえる70年代日本歌謡史（2017年10月21日、BS-TBS）[25]
- 咲-Saki-阿知賀編 episode of side-A（2017年12月4日 - 25日、毎日放送） - 松実玄 役[26]
  - 咲-Saki-阿知賀編 episode of side-A 特別編（2018年1月8日、毎日放送）
- リフレイン（2017年12月18日、フジテレビ） - 綾織紬 役[27]
- もみ消して冬〜わが家の問題なかったことに〜（2018年1月13日 - 3月17日、日本テレビ） - 池江里子 役[28]
  - もみ消して冬 2019夏 〜夏でも寒くて死にそうです〜（2019年6月29日）[29]
- 覚悟はいいかそこの女子。（2018年6月25日 - 7月23日、毎日放送） - ヒロイン・朝倉小雨 役[30][31]
- トーキョーエイリアンブラザーズ（2018年7月24日 - 9月25日、日本テレビ） - ヒロイン・千波 役[32]
- 新・浅見光彦シリーズ 「華の下にて」（2018年12月17日、TBS） - ヒロイン・丹野奈緒 役[33]
- 都立水商! 〜令和〜（2019年5月6日 - 6月24日、毎日放送） - 真中希海 役[34][35]
- 監察医 朝顔 第6話（2019年8月19日、フジテレビ） - 黒岩美咲 役[36]
- 女子高生の無駄づかい（2020年1月24日 - 3月6日、テレビ朝日） - ヲタ（菊池茜） 役[37]
- 100文字アイデアをドラマにした!（テレビ東京）[38][10]
  - 第5話 「謎めく鍋パの七不思議」（2020年2月18日） - 主演・すみれ 役
  - 第6話 「聴こえるはずのない声」（2020年2月25日） - 主演・高山有希 役
- スパイの妻（2020年6月6日、NHK BS8K） - 駒子 役[39]
  - スパイの妻（2021年4月12日、NHK BSプレミアム） - 駒子 役[40]
- 家政夫のミタゾノ 第4シリーズ 第3話（2020年6月19日、テレビ朝日） ‐ 花田桜 役
- SUITS／スーツ Season2 第11話（2020年9月21日、フジテレビ） -  鮎川依子 役
- 昔話法廷『桃太郎』裁判（2021年3月29日、NHK Eテレ） - 間杏子 役[41]
- 泣くな研修医（2021年4月24日 - 6月26日、テレビ朝日） - 中園くるみ 役[42]
- ザ・トラベルナース（2022年10月20日 - 12月8日、テレビ朝日） - 向坂麻美 役[43][44]
- リバーサルオーケストラ（2023年1月11日 - 3月15日、日本テレビ） - 谷岡奏奈 役[45]
- Dr.チョコレート 第2話・第8話（2023年4月29日・6月10日、日本テレビ） - 百瀬杏樹 役[46]
- ミワさんなりすます（2023年10月16日 - 12月7日、NHK総合） - 美羽さくら 役[47]
- となりのナースエイド 第2話（2024年1月17日、日本テレビ） - 高梨萌 役[48]
- 正直不動産2 第4話・第7話（2024年1月30日・2月20日、NHK総合） - 山本美玲 役
- 世にも奇妙な物語’24 夏の特別編「人類の宝」（2024年6月8日、フジテレビ） - ヒロイン・ミハル 役[49]
- 私の死体を探してください。（2024年9月4日 - 10月9日、テレビ東京） - 池上沙織 役[50]
- わたしの宝物（2024年10月17日 - 12月19日、フジテレビ） - 小森真琴 役[51]
- プライベートバンカー 第2話（2025年1月16日、テレビ朝日） - 霧島幸絵 役[52]
- 相続探偵 第6話・最終話（2025年3月1日・29日、日本テレビ） - 福田真央 役[53]
- ひとりでしにたい（2025年6月21日 - 8月2日、NHK総合） - 山口まゆ 役[54]
- 最後の鑑定人 第2話（2025年7月16日、フジテレビ） - 戸部佐枝子 役[55]

### 映画
- キラー・ヴァージンロード（2009年9月12日）
- 半分の月がのぼる空（2010年4月3日） - 夏目未来（小学生） 役
- オーズ・電王・オールライダー レッツゴー仮面ライダー（2011年4月1日） - ノッコ 役
- レンタネコ（2012年5月12日） - サヨコ（中学生） 役
- 福福荘の福ちゃん（2014年11月8日） - 杉浦千穂（中学生） 役
- くちびるに歌を（2015年2月28日） - 仲村ナズナ 役[56]
- チキンズダイナマイト（2015年3月14日） - 小山未来 役[57]
- 俺物語!!（2015年10月31日） - 千春 役[20]
- ちはやふる -上の句-（2016年3月19日） - 女子1[注 2] 役
- ホラーの天使（2016年11月26日） - 美波アザミ 役[58]
- ハルチカ（2017年3月4日） - 芹澤直子 役[59]
- サクラダリセット 前篇・後篇（2017年3月25日・5月13日） - 岡絵里 役[60]
- 散歩する侵略者（2017年9月9日） - 立花あきら 役[61]
- 咲-Saki-阿知賀編 episode of side-A（2018年1月20日） - 松実玄 役[26]
- 虹色デイズ（2018年7月6日） - 筒井まり 役[62]
- 3D彼女 リアルガール（2018年9月14日） - 石野ありさ 役[63]
- 凪待ち（2019年6月28日） - 昆野美波 役[64]
- いちごの唄（2019年7月5日） - かずみ 役[65][66]
- アイネクライネナハトムジーク（2019年9月20日） - 織田美緒 役[67]
- 殺さない彼と死なない彼女（2019年11月15日） - 宮定澄子（地味子） 役[68]
- シグナル100（2020年1月24日） - 箕輪紀子 役[69][70]
- 酔うと化け物になる父がつらい（2020年3月6日） - ジュン 役[71]
- スパイの妻〈劇場版〉（2020年10月16日） - 駒子 役
- タイトル、拒絶（2020年11月13日） - マヒル 役[注 3][72]
- きさらぎ駅（2022年6月3日） - 主演・堤春奈 役[14][73]
- Gメン（2023年8月25日）- ヒロイン・上城レイナ 役[74]
- コットンテール（2024年3月1日） - 明子（若年期）役
- 裏社員。-スパイやらせてもろてます‐（2025年5月2日） - 片瀬サクラ 役[75]
- きさらぎ駅 Re:（2025年6月13日） - 堤春奈 役[76][77]
- 消滅世界（2025年11月28日公開予定） - 樹里 役[78][79]

### 舞台
- ドン・ジュアン（2019年8月30日 - 9月18日、TBS赤坂ACTシアター / 2019年10月1日 - 5日、刈谷市総合文化センター） - エルヴィラ 役[80][81]
- ザ・ウェルキン（2022年7月7日 - 31日、シアターコクーン / 2022年8月3日 - 7日、森ノ宮ピロティホール）[82]
- COCOON PRODUCTION 2023『パラサイト』（2023年6月5日 - 7月2日、THEATER MILANO-Za / 7月7日 - 17日、新歌舞伎座） - 永井繭子 役[83]
- ハザカイキ（2024年3月31日 - 4月22日、THEATER MILANO-Z / 4月27日 - 5月6日、森ノ宮ピロティホール）[84] - 橋本香 役

### バラエティ
- 痛快TV スカッとジャパン（フジテレビ）
  - 第23回「私は幼なじみのマネージャー」（2015年6月22日） - 牧野冬美 役[85][86]
  - 第30回「切ない高校デビュー」（2015年9月28日） - 山崎とも 役[87]
  - 第36回「俺を好きになっちゃえよ」（2015年11月16日） - 冴島亜紀 役[88][89]
  - 第42回「20歳になった君へ」（2016年1月11日）[90]
  - 第47回「机の中から始まった恋」（2016年2月15日） - 小川多香子 役[91]
  - 第53回「恋のエイプリルフール」（2016年4月25日） - 浜口香織 役[92]
  - 第68回「駐車はみだし野郎」（2016年10月3日） - 高橋良美 役[93]
  - 第72回「幼なじみは「ギャル」」（2016年11月7日） - 山崎瑞穂 役[94]
  - 第79回「恋の第一志望は…」（2017年1月30日） - 森岡光 役[95]
  - 第94回「恋の借り物競争」（2017年6月12日） - 成瀬佳奈 役[96]
- サウンド・イン"S"（2015年04月18日 - 、BS-TBS） - ナレーション
- めざましテレビ（2017年4月 - 不定期、フジテレビ）[注 4]
- SPICE MUSIC -STRONG-（2018年1月15日 - 20日、毎日放送）
- ザ・ノンフィクション 「モモコと熱血和尚 〜おじさん、ありがとう〜」（2020年2月2日、フジテレビ） - ナレーション[98][99]
- 第72回NHK紅白歌合戦（2021年12月31日、NHK総合・ラジオ第1）[100]

### CM
- モスバーガー モスチキン（2006年）[1]
- ECCジュニア（2007年）[1]
- 大東建託（2009年）[1]
- 任天堂 Wii（2011年）[1]
- 家庭教師のトライ（2012年2月 - ）[1]
- 住友生命保険dear my family篇（2014年3月 - ）[1]
- 丸亀製麺 『麦とろ牛ぶっかけ』篇（2016年5月20日 - ）[1][101][102]
- ワンダープラネット クラッシュフィーバー 「酔っ払Ride On!」篇（2016年5月14日 - ）[103]
- 大塚食品 ビタミン炭酸MATCH 「告白」篇（2017年7月22日 - ）[1][104][105]
- THE KISS 「ふたりをつなぐアンテナ」篇（2019年11月26日 - ）[106]
- Netflix 「年末年始、映画観るなら。」（2019年12月 - ）[1]

### MV
- FUNKY MONKEY BABYS 「ありがとう」（2013年）[4]
- 高橋優 「明日はきっといい日になる」（2015年6月10日）
- ナオト・インティライミ 「Overflows 〜言葉にできなくて〜」（2016年6月21日） - 瀬戸桜子 役[107]

### ラジオ
- 青春アドベンチャー 「逢沢りく」（2016年5月2日 - 13日、NHK-FM） - 逢沢りく 役[108][109]
- 青春ラジオ小説 オートリバース（2020年12月、民放ラジオ99局・radiko） - 小泉今日子 役
- 稲村ジェーン2021 ～それぞれの夏～（2021年8月23日 - 26日、ニッポン放送 / 2021年8月29日、TOKYO FM・JFN） - 波子・ある女の子 役[110]

### ネットドラマ
- 恒松祐里・宮下かな子 Girls&Film（2018年7月6日 - 2019年6月21日、JFN PARK）[111]
- 夢の中のメロディ（2021年6月14日、NUMA）- 紗友里 役[112]
- 全裸監督 シーズン2（2021年6月24日 - 、Netflix） ‐ ヒロイン・乃木真梨子 役[11]
- JAM -the drama-（2021年8月 - 10月、ABEMA） - 大石ラリア 役
- 今際の国のアリス シーズン2（2022年12月、Netflix） - ヘイヤ 役[113]
- 御手洗家、炎上する（2023年7月13日、Netflix） - 村田柚子 役[114]
- ガンニバル シーズン2（2025年3月19日 - 4月23日、Disney+ Star） - 後藤銀 役（若い頃）[115]
- #たぬきのデンゴン（2025年7月14日、「STUDIO sauce」公式SNS・TOQビジョン） - 日吉琴音 役[116]

### WEB
- その一言がいえなくて（2016年7月6日、ネスレシアター on YouTube） - 主演・友梨 役[117]
- &美少女 NEXT GIRL meets Tokyo meets 9（2017年6月7日00時00分 - 2018年4月4日23時59分、FOD[注 5]） - 主演・相原美空 役
- CASIO G-SHOCK × BABY-G UNBREAKABLE（2017年、YouTube） - 短編ムービー[118]

### 参加作品
- 阿知賀女子学院麻雀部「笑顔ノ花／春〜spring〜」 - YouTube（2018年1月17日、A-Sketch）[119]
- 映画&ドラマ「咲-Saki- 阿知賀編 episode of side-A」オリジナル・サウンドトラック（2018年1月17日、バップ）

### イベント
- 東京ガールズコレクション 2020 SPRING/SUMMER（2020年2月29日、国立代々木第一体育館）[120][121]

### ゲーム
- グーニャファイター（2020年、パイ）

## 音楽

### 参加作品
| 発売日        | タイトル               | 備考                                                                         |
| ------------- | ---------------------- | ---------------------------------------------------------------------------- |
| 2018年1月17日 | 笑顔ノ花／春～spring～ | 「阿知賀女子学院麻雀部」名義。「咲-Saki-阿知賀編 episode of side-A」の主題歌 |

## 書籍

### 写真集
- 月刊 恒松祐里 優（2021年7月5日、小学館、撮影：笠井爾示）ISBN 978-4-0968-2363-7[122][13]

### 雑誌
- CINEMA SQUARE 「つねまっちゃんねる」（2015年9月 - 、日之出出版） - コラム連載

## 受賞歴
2020年
- おおさかシネマフェスティバル2020 新人女優賞（『凪待ち』）

2025年
- 第28回日刊スポーツ・ドラマグランプリ 秋ドラマ 助演女優賞（『わたしの宝物』）